# Liste der mexikanischen Botschafter in Belize
Die Botschaft befindet sich in 20 North Park Street, Belize City.
| Ernennung     | Akkreditierung | Name                                  | Bemerkungen     | ernannt von                   | akkreditiert während der Regierung von | Posten verlassen |
| ------------- | -------------- | ------------------------------------- | --------------- | ----------------------------- | -------------------------------------- | ---------------- |
| 18. Sep. 1981 | 23. Sep. 1981  | Pedro González-Rubio Sánchez          |                 | José López Portillo           | George Cadle Price                     | 27. Aug. 1984    |
| 27. Aug. 1984 |                | Juan José Salgado Saavedra            | Geschäftsträger | Miguel de la Madrid Hurtado   | Manuel Esquivel                        | 14. Apr. 1985    |
| 19. Feb. 1985 | 22. Apr. 1985  | Manuel Martínez del Sobral y Penichet |                 | Miguel de la Madrid Hurtado   | Manuel Esquivel                        | 1. Juli 1988     |
| 13. Juni 1988 | 11. Aug. 1988  | Marco Antonio Alcázar Ávila           |                 | Carlos Salinas de Gortari     | Manuel Esquivel                        | 30. Aug. 1989    |
| 3. Juli 1989  | 10. Aug. 1989  | Federico Alfonso Urruchúa Durand      |                 | Carlos Salinas de Gortari     | George Cadle Price                     | 31. Jan. 1994    |
| 14. Feb. 1994 | 26. Apr. 1994  | Víctor Manuel Solano Montaño          |                 | Ernesto Zedillo Ponce de León | Manuel Esquivel                        | 1. Sep. 1996     |
| 30. Sep. 1996 | 2. Dez. 1996   | Enrique Hubbard Urrea                 |                 | Ernesto Zedillo Ponce de León | Manuel Esquivel                        | 10. Juni 2001    |
| 29. März 2001 | 23. Mai 2001   | José Arturo Trejo Nava                |                 | Vicente Fox Quesada           | Said Wilbert Musa                      | 16. Aug. 2007    |
| Aug. 2007     |                | Jorge Luis Hidalgo Castellanos        | Geschäftsträger | Felipe Calderón Hinojosa      | Said Wilbert Musa                      | 16. Nov. 2007    |
| 7. Nov. 2007  |                | Luis Manuel López Moreno              |                 | Felipe Calderón Hinojosa      | Said Wilbert Musa                      |                  |
| Jan. 2011     |                | Héctor Alberto Peralta Aguilar        | Geschäftsträger | Felipe Calderón Hinojosa      | Dean Barrow                            |                  |
| 6. Juli 2011  | 22. Aug. 2011  | Mario Velázquez Suaréz                | [ 1 ]           | Felipe Calderón Hinojosa      | Dean Barrow                            |                  |